# ITV Wales & West
 (novembre 2022).
La mise en forme du texte ne suit pas les recommandations de Wikipédia : il faut le « wikifier ».
Les points d'amélioration suivants sont les cas les plus fréquents :
- Les titres sont pré-formatés par le logiciel. Ils ne sont ni en capitales, ni en gras.
- Le texte ne doit pas être écrit en capitales (les noms de famille non plus), ni en gras, ni en italique, ni en « petit »…
- Le gras n'est utilisé que pour surligner le titre de l'article dans l'introduction, une seule fois.
- L'italique est rarement utilisé : mots en langue étrangère, titres d'œuvres, noms de bateaux, etc.
- Les citations ne sont pas en italique mais en corps de texte normal. Elles sont entourées par des guillemets français : « et ».
- Les listes à puces sont à éviter, des paragraphes rédigés étant largement préférés. Les tableaux sont à réserver à la présentation de données structurées (résultats, etc.).
- Les appels de note de bas de page (petits chiffres en exposant, introduits par l'outil «  Source ») sont à placer entre la fin de phrase et le point final[comme ça].
- Les liens internes (vers d'autres articles de Wikipédia) sont à choisir avec parcimonie. Créez des liens vers des articles approfondissant le sujet. Les termes génériques sans rapport avec le sujet sont à éviter, ainsi que les répétitions de liens vers un même terme.
- Les liens externes sont à placer uniquement dans une section « Liens externes », à la fin de l'article. Ces liens sont à choisir avec parcimonie suivant les règles définies. Si un lien sert de source à l'article, son insertion dans le texte est à faire par les notes de bas de page.
- La présentation des références doit suivre les conventions bibliographiques. Il est recommandé d'utiliser les modèles {{Ouvrage}}, {{Chapitre}}, {{Article}}, {{Lien web}} et/ou {{Bibliographie}}. Le mode d'édition visuel peut mettre en forme automatiquement les références.
- Insérer une infobox (cadre d'informations à droite) n'est pas obligatoire pour parachever la mise en page.

Pour une aide détaillée, merci de consulter Aide:Wikification.
Si vous pensez que ces points ont été résolus, vous pouvez retirer ce bandeau et améliorer la mise en forme d'un autre article.
ITV Wales and West, anciennement connue sous le nom de Harlech Television (HTV), était une zone de franchise ITV au Royaume-Uni jusqu'au 31 décembre 2013, sous licence à un diffuseur par le régulateur Ofcom.
Il n'y a pas de chaîne, passée ou présente, nommée "ITV Wales and West". La licence concerne une "région double", ce qui signifie que la zone de franchise était divisée en deux sous-régions, le pays de Galles et l'ouest de l'Angleterre, chacune devant être desservie par des services de programmes ITV distincts et séparés, comme défini plus précisément dans le permis.
À partir de janvier 2014, la licence birégionale a été scindée en deux, ITV Cymru Wales pour le Pays de Galles et ITV West Country couvrant à la fois la sous-région de l'ouest de l'Angleterre et le sud-ouest de l'Angleterre. Les deux licences restent détenues par ITV plc via sa filiale ITV Broadcasting Ltd, et les noms légaux des anciennes sociétés HTV n'ont pas encore été modifiés.
Les archives de la Bibliothèque nationale du Pays de Galles stockent désormais 200 000 films et vidéos ITV (HTV) datant de 1958.